# Stephan Sinding
Pour les articles homonymes, voir Sinding.

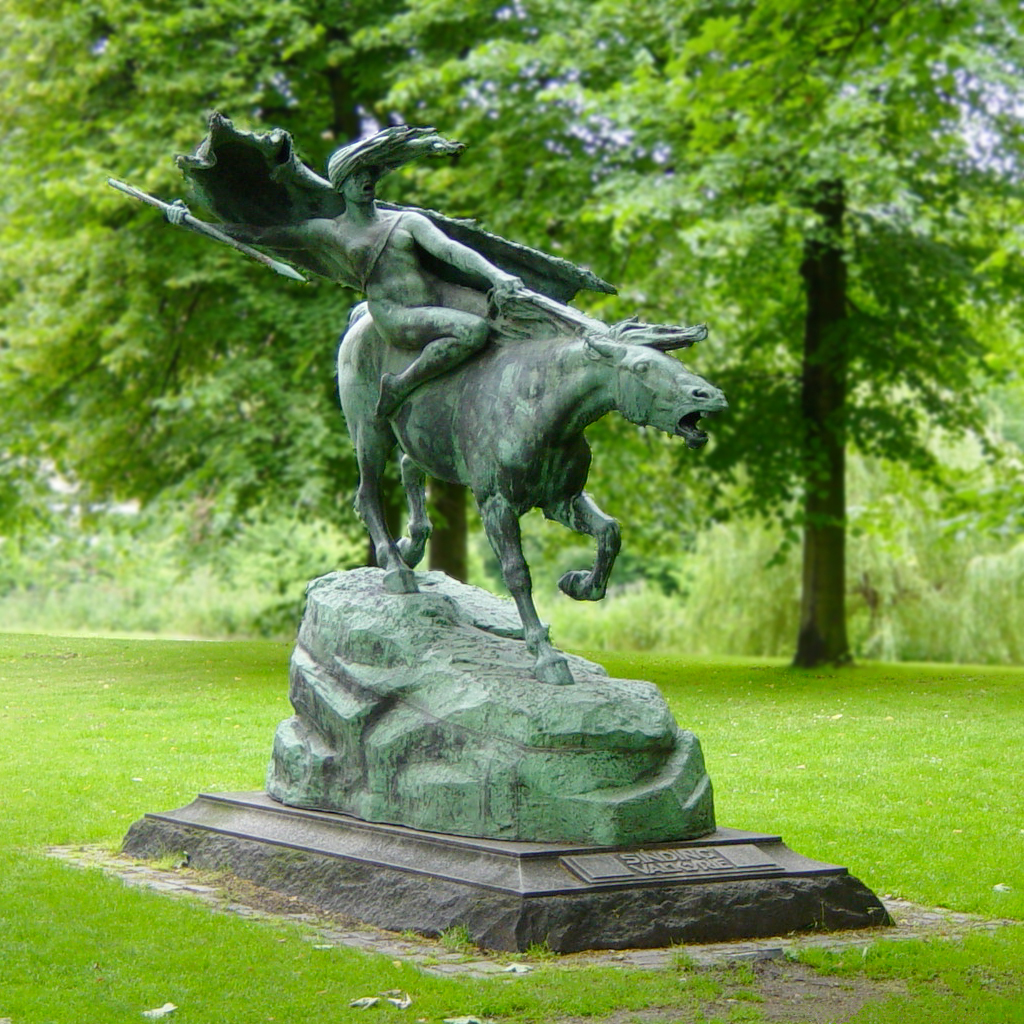
Valkyrie à cheval, sculpture de 1908 à Copenhague.

Stephan Sinding, né le 4 août 1846 à Trondheim et mort le 23 janvier 1922 à Paris 14e, est un sculpteur norvégien naturalisé danois en 1890.

## Biographie
Intellectuel, Sinding a d'abord fait ses études de philosophie, puis de droit, et acquis son diplôme de docteur avant de se vouer à l’art qui l'attirait aussi impérieusement que ses frères, Otto Sinding, le peintre des sites et de l'âme norvégiens, poète par surcroit, et Christian Sinding, le compositeur de musique renommé. Aimant la solitude intensément méditative des monts et des fiords de son pays nordique, il affectionnait également les voyages aventureux et la civilisation continentale.
Élève d'Albert Wolff à Berlin, Sinding a étudié la sculpture à Paris, Rome, Christiania. Après ces années d'apprentissage, il s’est établi dans une somptueuse demeure artistique, à Copenhague, après avoir épousé, le 28 mai 1885, à Frederiksberg, l’actrice danoise Anna Elga Augusta Betzonich (d), et adopté la nationalité de sa femme.
Encouragé à Copenhague par le mécène Carl Jacobsen, établi à Paris et à Rome après 1870, Sinding est l’auteur, entre autres œuvres, d’un Groupe barbare exposé à Rome et à Copenhague en 1883, d’une Frise du Walhalla, dont s’orne la glyptothèque de Ny-Carlsberg.
Grand prix à l’Exposition de Paris en 1889 pour la Mère captive, et établi, en 1911, sa femme s’étant retirée du théâtre, à Paris, où il a montré quelques uns de ses meilleurs morceaux, la Mère captive, la Walkyrie et Deux Êtres humains, il a réalisé pour l’église de la Sorbonne le groupe l’Offrande, inspiré de la guerre, inauguré en novembre 1920.
Ami de la France, il y est resté au cours de la Première Guerre mondiale, travaillant dès 1915, à un hommage en pierre à ce pays. a laissé des mémoires sur ce pays. Il était membre de la Société des artistes français. Sa nomination, lors de son soixante-dixième anniversaire, à la décoration d’officier de la Légion d’honneur lui a causé une très vive joie.
Il repose au cimetière du Père-Lachaise.

## Élèves
- Helen Dohlmann
- Rasmus Harboe (en)

## Jugements
« Depuis la mort de Rodin, le plus grand deuil dont l’art plastique ait sonné le glas. Pour l’idée une perte sensible. »

— Paul Bastier, L’Alsace française

## Œuvres
- Völund, 1873.
- L'Esclave (ou Le Révolté ou Vae Victoribus !), 1878.
- Mère barbare portant le corps de son fils hors du champ de bataille, 1880-1883.
- Portrait d'une dame, 1884.
- Emil Hansen, 1861-1935.
- Frise du Valhalla, 1887.
- Mère captive, 1887.
- Deux personnes, 1889.
- Deux anges porteurs de chandeliers, 1891.
- L'Ancêtre, 1898.
- Tête de Méduse, 1901.
- Terra Mater, 1900-1906.
- Adoration, 1903.
- L'Ondin, environ 1901.
- Valkyrie, 1904.
- Fantaisie de la création, 1911.
- La Joie de vivre, 1913.
- Idylle, 1911-1912.
- L'Angelus, 1913.
- La Nuit, 1914.
- Autoportrait, 1915.
- Le Printemps, 1918.
- L'Offrande, 1918.
- Monument aux morts danois, vers 1921.
- Electra.